# Still (Michael Learns to Rock)
Still è il nono album in studio del gruppo musicale danese Michael Learns to Rock, pubblicato il 21 marzo 2018.

## Tracce
Testi e musiche di Jascha Richter.
1. Everything You Need – 3:47
2. The Best of Me – 3:12 (Jascha Richter, Natalie Sloth Richter)
3. You'll Be Mine – 3:34
4. When I Look Around – 3:34
5. Hiding Away from Life – 3:36
6. Hold on a Minute – 4:09
7. When Wrong Is Right – 3:54
8. One Last Summer Night – 3:17 (Marcus Winther-John)
9. Stranger in My Heart – 3:23
10. Unconcerned – 4:28